# Cantonul Béziers-1
Cantonul Béziers-1 este un canton din arondismentul Béziers, departamentul Hérault, regiunea Languedoc-Roussillon, Franța.